# Antonio Borja Won Pat

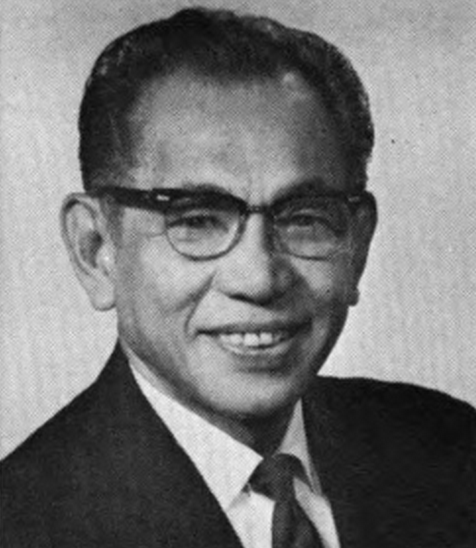
Antonio Borja Won Pat

Antonio Borja Won Pat (* 10. Dezember 1908 in Sumay, Guam; † 1. Mai 1987 in Silver Spring, Maryland) war ein US-amerikanischer Politiker (Demokratische Partei) und erster Delegierter des „organisierten nichtinkorporierten Territoriums Guam“ im Repräsentantenhaus der Vereinigten Staaten.

## Leben
Won Pat arbeitete ab 1926 als Lehrer. Von 1934 bis 1939 war er Schuldirektor in Piti, Inarajan und Sumay. Von 1940 bis zum Ende des Zweiten Weltkrieges unterrichtete er an der George Washington High School in Agana.
Seine politische Karriere begann 1936, als er in den Advisory Guam Congress gewählt wurde. Später gehörte er der Guam Assembly sowie der daraus hervorgegangenen Guam Legislature an. In letzterer fungierte er in den 1., 2., 4. bis 7. Legislaturperioden als Speaker. Ein Amt, das Won Pat bereits in der Guam Assembly bekleidet hatte. 1965 wurde er der erste Repräsentant Guams in Washington, D.C. 1968 erfolgte seine Wiederwahl in dieses Amt. 1972 war er Delegierter auf der Democratic National Convention. Im selben Jahr wurde Won Pat als Demokrat in den 93. Kongress gewählt und wurde damit der erste Delegierte Guams im Repräsentantenhaus der Vereinigten Staaten. Dem Repräsentantenhaus gehörte nach fünf erfolgreichen Wiederwahlen vom 3. Januar 1973 bis zum 3. Januar 1985 an. Nach seinem Ausscheiden aus dem Repräsentantenhaus lebte er bis zu seinem Tod in Sinajana, Guam.
Er starb am 1. Mai 1987 im Holy Cross Hospital in Silver Spring, Maryland an einem Herzinfarkt und wurde auf dem Veterans Cemetery in Piti, Guam beigesetzt. Won Pat war verheiratet und hatte acht Kinder. Seine Tochter Judith T. Won Pat ist ebenfalls politisch aktiv. Der internationale Flughafen Antonio B. Won Pat in Hagåtña ist nach ihm benannt.